# Palabras de la Institución
Las Palabras de la Institución (también llamadas Palabras de la Consagración) son palabras que se hacen eco de las pronunciadas por el propio Jesús en su Última Cena y que, al consagrar el pan y el vino, la liturgia eucarística cristiana incluye en la narración de ese acontecimiento. Los estudiosos de la Eucaristía a veces se refieren a ellos simplemente como la verba (palabras en latín).
Casi todas las Iglesias cristianas antiguas existentes incluyen explícitamente las Palabras de Institución en sus celebraciones eucarísticas, y las consideran necesarias para la validez del sacramento. Esta es la práctica de los ritos latinos de la Iglesia católica y de la Liturgias católicas orientales, de la Iglesia ortodoxa oriental y de todas las iglesias de la Ortodoxia oriental, incluida la Armenia, la Copta, la Etíope y la Malankara, así como la Comunión Anglicana, la Iglesia Luterana, la Iglesia Metodista y la Iglesias reformadas. El único ritual eucarístico antiguo aún en uso que no contiene explícitamente las Palabras de Institución es la Sagrada Qurbana de Addai y Mari, utilizada durante parte del año por la Asiria y la Antigua Iglesia del Oriente. La Iglesia Católica Caldea y la Iglesia Católica Siro-Malabar, dos de las Iglesias católicas orientales, utilizan la misma Anáfora, pero insertan en ella las Palabras de Institución. Sin embargo, grupos autorizados por la Iglesia católica para revisar la Qurbana reconocieron la validez de esta celebración eucarística en su forma original, sin mención explícita de las Palabras de la Institución, diciendo que "las palabras de la Institución eucarística están efectivamente presentes en la Anáfora de Addai y Mari, no de forma narrativa coherente y ad litteram, sino de forma eucológica dispersa, es decir, integradas en sucesivas oraciones de acción de gracias, alabanza e intercesión. "
Ninguna fórmula de las Palabras de Institución de ninguna liturgia pretende ser una reproducción exacta de las palabras que Jesús usó, presumiblemente en lengua aramea, en su Última Cena. Las fórmulas generalmente combinan palabras de los Evangelios de Marcos, Mateo y Lucas y del relato de Paulino en 11:24-25. Incluso pueden insertar otras palabras, como la frase "Mysterium fidei", que durante muchos siglos se encontró dentro de las Palabras de Institución del Rito Romano, hasta que esa frase se colocó después de ella en 1970, y tiene una contraparte en la liturgia siria τὸ μυστήριον τῆς καινῆς διαθήκης ("el misterio de la nueva alianza").

## Liturgias primitivas
No hay consenso entre los estudiosos sobre si las Palabras de Institución se utilizaban en las celebraciones de la Eucaristía durante los dos o tres primeros siglos o si su uso era sólo esporádico. En su estudio The Function of the Words of Institution in the Celebration of the Lord's Supper Ros Clarke se refiere a evidencias que sugieren que las Palabras de Institución no se usaban en la celebración durante el siglo II. El padre Robert Taft concluye que, aunque no existían oraciones eucarísticas anteriores al Primer Concilio de Nicea (325 d. C.) que contuvieran las palabras de institución, "los dones eucarísticos eran consagrados en la oración eucarística. " Ludwig Ott señala la Primera Apología de Justino Mártir de ca. 155 d. C. que afirma "se nos ha enseñado, que el alimento sobre el que se ha hecho acción de gracias (Eucaristía) por la oración del Verbo que procedía de Él [Cristo] es a la vez carne y sangre de ese mismo Jesús encarnado" y "por palabras que proceden de Él [Cristo]". Desde un punto de vista  dogma católico, se apoya la tesis de Ott, mientras que la conclusión de Taft parece contradecir el Concilio de Trento, que declaró necesarias las Palabras de Institución para la confección del Sacramento.

## Usos en el cristianismo actual

### Rito romano de la Iglesia católica
Las palabras de institución de la Misa en el  Rito Romano se presentan aquí en la traducción oficial al inglés del Misal Romano en la forma dada en el siguiente texto en cursiva, en primer lugar en las obsoletas primera y segunda ediciones del Misal Romano, y en segundo lugar tal como se traducen en la actual tercera edición del Misal Romano. La distinción que aquí se hace en negrita no se encuentra en los Misales.

1.
Tomad esto todos y comed de él:
esto es mi Cuerpo, que será entregado por vosotros.
Tomad y bebed de él:
esto es el cáliz de mi sangre,
la sangre del nuevo y eterno testamento,
será derramada por vosotros y por muchos
para el perdón de los pecados.
Haced esto en memoria mía.

2.
Tomad y comed todos de él:
porque esto es mi cuerpo que será entregado por vosotros.
Tomad y bebed todos de él:
porque esto es el cáliz de mi sangre,
sangre de la alianza nueva y eterna.
que será derramada por vosotros y por muchos
para el perdón de los pecados.
Haced esto en memoria mía.

Desde la época de Pedro Lombardo en adelante, la teología predominante de la Iglesia católica consideraba que las ocho palabras en negrita anteriores eran por sí solas la condición  necesaria y suficiente en la "forma sacramental" de la Eucaristía. El Decreto del Papa Eugenio IV para los armenios, emitido después del Concilio de Florencia, declaró: "Las palabras del Salvador, con las que instituyó este sacramento, son la forma de este sacramento; porque el sacerdote que habla en la persona de Cristo realiza este sacramento. Porque por el poder de las mismas palabras la sustancia del pan se transforma en el cuerpo de Cristo, y la sustancia del vino en la sangre". El Decreto no limitaba las palabras a las ocho en negrita, sino que popularmente se entendía que, por sí solas, son todo lo que se necesita para efectuar el sacramento.
La opinión teológica sobre la necesidad y suficiencia de pronunciar ciertas partes de las Palabras de Institución (las ocho palabras en negrita en la traducción inglesa dada más arriba) no está incluida, por ejemplo, en el Catecismo de la Iglesia Católica, publicado en forma definitiva en 1997. El 17 de enero de 2001, la Congregación para la Doctrina de la Fe declaró que la Santa Qurbana de Addai y Mari, una anáfora probablemente del siglo II en la que no se pronuncian las Palabras de Institución, "puede ser considerada válida" Las Directrices para la admisión a la Eucaristía entre la Iglesia caldea y la Iglesia asiria de Oriente publicadas por el Pontificio Consejo para la Promoción de la Unidad de los Cristianos de acuerdo con la Congregación para la Doctrina de la Fe y la Congregación para las Iglesias Orientales el 20 de julio de 2001 dicen que "las palabras de la institución de la Eucaristía están de hecho presentes en la anáfora de Addai y Mari, no en forma de narración coherente y de manera literal, sino de manera eucarística y diseminada, es decir, integradas en las oraciones de acción de gracias, de alabanza y de intercesión que siguen. " En efecto, estas oraciones hablan de "la conmemoración del Cuerpo y de la Sangre de tu Cristo, que te ofrecemos sobre el altar puro y santo, como nos has enseñado en su Evangelio vivificante"
Se ha argumentado, por tanto, que es la oración en su conjunto, y no algunas palabras aisladas dentro de ella, lo que es eficaz en el sacramento, y que las Palabras de Institución que el propio Jesús pronunció en su Última Cena son consagratorias en toda Eucaristía, tanto si se repiten como si sólo están implícitas, de acuerdo con la enseñanza de Juan Crisóstomo: "Ese decir: 'Esto es mi cuerpo', pronunciado una vez, desde entonces hasta el día de hoy, e incluso hasta la venida de Cristo, hace que el sacrificio sea completo en cada mesa de las iglesias.".
A la vez que acepta como válida la Anáfora de Addai y Mari incluso cuando no se pronuncian explícitamente las Palabras de Institución, el documento del Pontificio Consejo para la Promoción de la Unidad de los Cristianos "invita calurosamente" a un sacerdote asirio que celebre la Eucaristía cuando participen cristianos caldeos a insertar las Palabras de Institución en esa circunstancia, tal y como permite la propia Iglesia asiria.

### Iglesias de rito bizantino
En las Iglesias ortodoxas y Greco-Católicas, las Palabras de Institución son la única parte de la Anáfora [cantada en voz alta]] por el sacerdote:
Para el pan: "Tomad, comed: esto es mi Cuerpo, que por vosotros es partido para remisión de los pecados".
Para el vino: "Bebed de él todos: ésta es Mi Sangre del Nuevo Testamento, que se derrama por vosotros y por muchos, para remisión de los pecados".
Los cristianos ortodoxos no interpretan las Palabras de Institución como el momento en que los "Dones" (pan y vino sacramentales) se transforman en la Cuerpo y Sangre de Cristo. De hecho, no definen un momento específico del cambio; sin embargo, entienden que el proceso se completa (perfecciona) en la Epiclesis (la invocación del Espíritu Santo sobre los Dones) a pesar de que algunos Padres de la Iglesia, incluso orientales como San Juan Crisóstomo, afirman que las Palabras de Institución "completan" o "realizan" el Sacramento.

### Denominaciones protestantes
Las denominaciones protestantes en general, con la excepción de la Comunión Anglicana y el Luteranismo, se basan exclusivamente en las palabras de Pablo recogidas en 1 Corintios 11:23-26. (ESV):

Porque yo recibí del Señor lo que también os he transmitido: que el Señor Jesús, la noche en que fue entregado, tomó pan,
y habiendo dado gracias, lo partió y dijo: "Esto es mi cuerpo, que es por vosotros. Haced esto en memoria mía.
De la misma manera tomó también la copa, después de cenar, diciendo: 'Esta copa es la nueva alianza en mi sangre. Haced esto todas las veces que la bebiereis, en memoria mía.
Porque todas las veces que comiereis este pan y bebiereis esta copa, la muerte del Señor anunciáis hasta que él venga.

El protestantismo ha utilizado típicamente las palabras de institución como parte central de su servicio de Comunión, aunque las tradiciones precisas varían según la denominación.  El debate sobre la fuerza y la literalidad de las palabras de institución subyace a los argumentos entre una visión simbólica, memorialista de la Cena del Señor, como se encuentra en una variedad de denominaciones protestantes, una unión sacramental, como en las iglesias luteranas, y una presencia pneumática, como en las iglesias reformadas.  La mayoría de las iglesias establecidas de la tradición protestante emplean un reflejo de las palabras de Pablo que rodean las palabras de la institución, mientras que las iglesias Congregacionalista y Bautista utilizan las propias palabras sin la cita completa de la redacción de Pablo.